# Coleophora lutatiella
Coleophora lutatiella é uma espécie de mariposa do gênero Coleophora pertencente à família Coleophoridae.